# Yuhina à menton noir
Yuhina nigrimenta
Espèce
Statut de conservation UICN

 LC  : Préoccupation mineure
La Yuhina à menton noir (Yuhina nigrimenta) est une espèce de passereaux de la famille des Zosteropidae.
Son aire s'étend principalement à travers l'Himalaya, le sud de la Chine et le Viêt Nam.
Il mesure 10 cm de long.
Son habitat naturel se trouve dans les forêts tropicales ou sous-tropicales humides des basses terres ou des montagnes.